# Zoki
Zoki är ett vattendrag i Kongo-Kinshasa, ett biflöde till Likati. Det rinner genom provinsen Bas-Uele, i den norra delen av landet, 1 300 km nordost om huvudstaden Kinshasa.